# Emanuele Biggi
Emanuele Biggi (Genova, 7 luglio 1979) è un naturalista, fotografo e conduttore televisivo italiano.

## Biografia
Laureato a Genova in scienze naturali e in possesso anche di un dottorato di ricerca in scienze ambientali, la sua passione per i piccoli animali come anfibi, rettili e artropodi lo ha portato ad occuparsi del loro studio e della loro conservazione. Il suo strumento principale per la divulgazione delle sue tematiche preferite è la fotografia naturalistica, soprattutto la "macrofotografia" e il cosiddetto "ritratto ambientato" (wideangle macro).
Biggi è stato ospite in varie trasmissioni tv, a partire dal programma per ragazzi Trebisonda, andato in onda su Rai 3, passando poi per Wild - Oltrenatura (RTI - Mediaset).
Ha presentato nella stagione televisiva 2012-2013 il programma La grande fuga per conto del Canale di Sky Dea Sapere.
Dal 2013 è co-conduttore del programma televisivo Geo, affiancando il volto storico Sveva Sagramola.

## Mostre
Collabora da anni con il suo amico e collega Francesco Tomasinelli nell'ideazione e nell'allestimento di mostre scientifiche, come "Predatori del Microcosmo" (già presentata a Genova, Bergamo, Torino, Trento, Varese e Calci) e "Copioni e Copiati" (mostra sul mimetismo e sulla biomimetica in collaborazione con la Scuola di Robotica). La prima delle due mostre nel 2014 è stata riproposta a Genova in una versione totalmente rinnovata e moderna con il nome di "Zanne, Corazze e Veleni".